# Seleção Neozelandesa de Futebol Sub-20
A Seleção Neozelandesa de Futebol Sub-20, também conhecida por Nova Zelândia Sub-20, é a seleção neozelandesa de futebol formada por jogadores com idade inferior a 20 anos.

## Desempenho em competições oficiais

### Campeonato Sub-20 da OFC
| 1974  | Vice-campeão   | 4            | 3            | 0            | 1            | 13           | 5            |
| 1978  | Terceiro lugar | 3            | 1            | 1            | 1            | 6            | 3            |
| 1980  | Campeão        | 3            | 2            | 1            | 0            | 9            | 2            |
| 1982  | Vice-campeão   | 4            | 2            | 0            | 2            | 16           | 6            |
| 1985  | Terceiro lugar | 5            | 3            | 0            | 2            | 21           | 9            |
| 1986  | Terceiro lugar | 4            | 0            | 3            | 1            | 1            | 4            |
| 1988  | Vice-campeão   | 5            | 4            | 0            | 1            | 21           | 2            |
| 1990  | Vice-campeão   | 4            | 2            | 0            | 2            | 5            | 9            |
| 1992  | Campeão        | 4            | 4            | 0            | 0            | 8            | 1            |
| 1994  | Vice-campeão   | 5            | 4            | 0            | 1            | 11           | 2            |
| 1997  | Vice-campeão   | 4            | 2            | 0            | 2            | 9            | 6            |
| 1998  | Terceiro lugar | 5            | 3            | 1            | 1            | 20           | 4            |
| 2001  | Vice-campeão   | 6            | 5            | 0            | 1            | 10           | 6            |
| 2002  | Fase de grupos | 4            | 3            | 0            | 1            | 17           | 2            |
| 2005  | Fase de grupos | 3            | 1            | 0            | 2            | 8            | 3            |
| 2007  | Campeão        | 6            | 5            | 1            | 0            | 21           | 4            |
| 2008  | Terceiro lugar | 3            | 1            | 1            | 1            | 6            | 4            |
| 2011  | Campeão        | 4            | 4            | 0            | 0            | 22           | 1            |
| 2013  | Campeão        | 4            | 4            | 0            | 0            | 13           | 2            |
| 2014  | Não disputou   | Não disputou | Não disputou | Não disputou | Não disputou | Não disputou | Não disputou |
| 2016  | Campeão        | 5            | 5            | 0            | 0            | 15           | 2            |
| 2018  | Campeão        | 5            | 5            | 0            | 0            | 20           | 1            |
| 2022  | Campeão        | 6            | 6            | 0            | 0            | 33           | 0            |
| Total | 8 Títulos      | 91           | 64           | 8            | 19           | 285          | 77           |

### Copa do Mundo FIFA Sub-20
| Nova Zelândia na Copa do Mundo FIFA Sub-20 | Nova Zelândia na Copa do Mundo FIFA Sub-20 | Nova Zelândia na Copa do Mundo FIFA Sub-20 | Nova Zelândia na Copa do Mundo FIFA Sub-20 | Nova Zelândia na Copa do Mundo FIFA Sub-20 | Nova Zelândia na Copa do Mundo FIFA Sub-20 | Nova Zelândia na Copa do Mundo FIFA Sub-20 | Nova Zelândia na Copa do Mundo FIFA Sub-20 | Nova Zelândia na Copa do Mundo FIFA Sub-20 |                                | Torneio play-off               | Torneio play-off               | Torneio play-off               | Torneio play-off               | Torneio play-off               | Torneio play-off |
| Ano                                        | Fase                                       | Posição                                    | J                                          | V                                          | E                                          | D                                          | GP                                         | GC                                         | J                              | V                              | E                              | D                              | GP                             | GC                             |                  |
| ------------------------------------------ | ------------------------------------------ | ------------------------------------------ | ------------------------------------------ | ------------------------------------------ | ------------------------------------------ | ------------------------------------------ | ------------------------------------------ | ------------------------------------------ | ------------------------------ | ------------------------------ | ------------------------------ | ------------------------------ | ------------------------------ | ------------------------------ | ---------------- |
| 1977                                       | Não disputou                               | Não disputou                               | Não disputou                               | Não disputou                               | Não disputou                               | Não disputou                               | Não disputou                               | Não disputou                               | —                              | —                              | —                              | —                              | —                              | —                              |                  |
| 1979                                       | Não se classificou                         | Não se classificou                         | Não se classificou                         | Não se classificou                         | Não se classificou                         | Não se classificou                         | Não se classificou                         | Não se classificou                         | Não se classificou             | —                              | —                              | —                              | —                              | —                              |                  |
| 1981                                       | Não se classificou                         | Não se classificou                         | Não se classificou                         | Não se classificou                         | Não se classificou                         | Não se classificou                         | Não se classificou                         | Não se classificou                         | Não se classificou             | 4                              | 1                              | 1                              | 2                              | 2                              | 5                |
| 1983                                       | Não se classificou                         | Não se classificou                         | Não se classificou                         | Não se classificou                         | Não se classificou                         | Não se classificou                         | Não se classificou                         | Não se classificou                         | Não se classificou             | —                              | —                              | —                              | —                              | —                              | —                |
| 1985                                       | Não se classificou                         | Não se classificou                         | Não se classificou                         | Não se classificou                         | Não se classificou                         | Não se classificou                         | Não se classificou                         | Não se classificou                         | Não se classificou             | —                              | —                              | —                              | —                              | —                              | —                |
| 1987                                       | Não se classificou                         | Não se classificou                         | Não se classificou                         | Não se classificou                         | Não se classificou                         | Não se classificou                         | Não se classificou                         | Não se classificou                         | Não se classificou             | —                              | —                              | —                              | —                              | —                              | —                |
| 1989                                       | Não se classificou                         | Não se classificou                         | Não se classificou                         | Não se classificou                         | Não se classificou                         | Não se classificou                         | Não se classificou                         | Não se classificou                         | Não se classificou             | —                              | —                              | —                              | —                              | —                              | —                |
| 1991                                       | Não se classificou                         | Não se classificou                         | Não se classificou                         | Não se classificou                         | Não se classificou                         | Não se classificou                         | Não se classificou                         | Não se classificou                         | Não se classificou             | —                              | —                              | —                              | —                              | —                              | —                |
| 1993                                       | Não se classificou                         | Não se classificou                         | Não se classificou                         | Não se classificou                         | Não se classificou                         | Não se classificou                         | Não se classificou                         | Não se classificou                         | Não se classificou             | 4                              | 0                              | 0                              | 4                              | 2                              | 13               |
| 1995                                       | Não se classificou                         | Não se classificou                         | Não se classificou                         | Não se classificou                         | Não se classificou                         | Não se classificou                         | Não se classificou                         | Não se classificou                         | Não se classificou             | —                              | —                              | —                              | —                              | —                              | —                |
| 1997                                       | Não se classificou                         | Não se classificou                         | Não se classificou                         | Não se classificou                         | Não se classificou                         | Não se classificou                         | Não se classificou                         | Não se classificou                         | Não se classificou             | —                              | —                              | —                              | —                              | —                              | —                |
| 1999                                       | Não se classificou                         | Não se classificou                         | Não se classificou                         | Não se classificou                         | Não se classificou                         | Não se classificou                         | Não se classificou                         | Não se classificou                         | Não se classificou             | —                              | —                              | —                              | —                              | —                              | —                |
| 2001                                       | Não se classificou                         | Não se classificou                         | Não se classificou                         | Não se classificou                         | Não se classificou                         | Não se classificou                         | Não se classificou                         | Não se classificou                         | Não se classificou             | —                              | —                              | —                              | —                              | —                              | —                |
| 2003                                       | Não se classificou                         | Não se classificou                         | Não se classificou                         | Não se classificou                         | Não se classificou                         | Não se classificou                         | Não se classificou                         | Não se classificou                         | Não se classificou             | —                              | —                              | —                              | —                              | —                              | —                |
| 2005                                       | Não se classificou                         | Não se classificou                         | Não se classificou                         | Não se classificou                         | Não se classificou                         | Não se classificou                         | Não se classificou                         | Não se classificou                         | Não se classificou             | —                              | —                              | —                              | —                              | —                              | —                |
| 2007                                       | Fase de grupos                             | 22º                                        | 3                                          | 0                                          | 0                                          | 3                                          | 1                                          | 5                                          |                                | —                              | —                              | —                              | —                              | —                              | —                |
| 2009                                       | Não se classificou                         | Não se classificou                         | Não se classificou                         | Não se classificou                         | Não se classificou                         | Não se classificou                         | Não se classificou                         | Não se classificou                         |                                | —                              | —                              | —                              | —                              | —                              | —                |
| 2011                                       | Fase de grupos                             | 17º                                        | 3                                          | 0                                          | 2                                          | 1                                          | 2                                          | 3                                          |                                | —                              | —                              | —                              | —                              | —                              | —                |
| 2013                                       | Fase de grupos                             | 23º                                        | 3                                          | 0                                          | 0                                          | 3                                          | 1                                          | 7                                          |                                | —                              | —                              | —                              | —                              | —                              | —                |
| 2015                                       | Oitavas de final                           | 14º                                        | 4                                          | 1                                          | 1                                          | 2                                          | 6                                          | 7                                          | Classificado por ser país-sede | Classificado por ser país-sede | Classificado por ser país-sede | Classificado por ser país-sede | Classificado por ser país-sede | Classificado por ser país-sede |                  |
| 2017                                       | Oitavas de final                           | 16º                                        | 4                                          | 1                                          | 1                                          | 2                                          | 3                                          | 9                                          | —                              | —                              | —                              | —                              | —                              | —                              |                  |
| 2019                                       | Oitavas de final                           | 11º                                        | 4                                          | 2                                          | 1                                          | 1                                          | 8                                          | 3                                          | —                              | —                              | —                              | —                              | —                              | —                              |                  |
| 2023                                       | Oitavas de final                           | 14º                                        | 4                                          | 1                                          | 1                                          | 2                                          | 3                                          | 11                                         | —                              | —                              | —                              | —                              | —                              | —                              |                  |
| Total                                      | Oitavas de final                           | 7/23                                       | 25                                         | 6                                          | 7                                          | 16                                         | 27                                         | 56                                         | 8                              | 1                              | 1                              | 6                              | 4                              | 18                             |                  |

1. ↑  Só seram contabilizados partidas realizadas após o torneio continetal qualificatório, caso a equipe necessitar-se disputar um torneio play-off.